# Omid Ebrahimi
Omid Ebrahimi (Neka, 16 september 1987) is een Iraans voetballer die sinds juli 2018 onder contract staat bij Al-Ahli SC. In 2012 maakte hij zijn debuut in het Iraans voetbalelftal.

## Clubcarrière
Ebrahimi werd door de toenmalige coach van Sepahan FC, Amir Ghalenoei, ontdekt. Hij begon zijn carrière bij Esteghlal Dargahan FC. Na drie seizoenen bij Bank Melli te hebben gespeeld en een jaar te hebben doorgebracht bij Shahrdari Bandar Abbas werd hij opgenomen in de A-selectie van Sepahan FC. Op 27 juli 2010 maakte Ebrahimi zijn debuut in een competitiewedstrijd. Deze wedstrijd tegen Rah Ahan FC eindigde in een 1–1-gelijkspel. Ebrahimi speelde de volledige wedstrijd en ontving een gele kaart. Met Sepahan werd hij twee seizoenen op rij landskampioen. In 2011, 2012 en 2013 nam hij met zijn club deel aan de AFC Champions League. In 2011 werden de kwartfinales bereikt, waar Al-Sadd uiteindelijk te sterk bleek. In totaal kreeg Ebrahimi in 24 Champions League-wedstrijden speelminuten, tegenover 90 competitiewedstrijden. In de zomer van 2014 vertrok hij transfervrij naar Esteghlal FC, waar hij op 31 juli zijn competitiedebuut maakte.
Na het winnen van de Hazfi Cup in 2018 trok Ebrahimi naar het Qatarese Al-Ahli SC. Na één seizoen leende de club hem uit aan de Belgische eersteklasser KAS Eupen.

## Interlandcarrière
Ebrahimi werd eind 2012 door bondscoach Carlos Queiroz voor het eerst opgeroepen voor het Iraans voetbalelftal. Op 9 december 2012 maakte hij zijn debuut in een groepswedstrijd op het West Asian Football Federation Championship. In de 60e minuut verving hij Payam Sadeghian. Iran kwam niet verder dan de groepsfase, waar Bahrein twee punten meer had en door kon gaan in de halve finale. Ebrahimi werd opgenomen in de selectie van Iran voor het Aziatisch kampioenschap voetbal 2015, maar kreeg geen speeltijd.
| Interlands van Omid Ebrahimi voor Iran | Interlands van Omid Ebrahimi voor Iran | Interlands van Omid Ebrahimi voor Iran | Interlands van Omid Ebrahimi voor Iran | Interlands van Omid Ebrahimi voor Iran | Interlands van Omid Ebrahimi voor Iran |
| №                                      | Datum                                  | Wedstrijd                              | Uitslag                                | Soort Wedstrijd                        | Goals                                  |
| Als speler bij Sepahan FC              | Als speler bij Sepahan FC              | Als speler bij Sepahan FC              | Als speler bij Sepahan FC              | Als speler bij Sepahan FC              | Als speler bij Sepahan FC              |
| -------------------------------------- | -------------------------------------- | -------------------------------------- | -------------------------------------- | -------------------------------------- | -------------------------------------- |
| 1.                                     | 9 december 2012                        | Iran – Saoedi-Arabië                   | 0 – 0                                  | WAFF Championship                      | 0                                      |
| 2.                                     | 12 december 2012                       | Iran – Bahrein                         | 0 – 0                                  | WAFF Championship                      | 0                                      |
| 3.                                     | 15 december 2012                       | Iran – Jemen                           | 2 – 1                                  | WAFF Championship                      | 0                                      |
| 4.                                     | 22 mei 2013                            | Oman – Iran                            | 3 – 1                                  | Vriendschappelijk                      | 0                                      |
| 5.                                     | 4 juni 2013                            | Qatar – Iran                           | 0 – 1                                  | Kwalificatie WK 2014                   | 0                                      |
| Als speler bij Esteghlal FC            |                                        |                                        |                                        |                                        |                                        |
| 6.                                     | 18 november 2014                       | Iran – Zuid-Korea                      | 1 – 0                                  | Vriendschappelijk                      | 0                                      |
| 7.                                     | 4 januari 2015                         | Irak – Iran                            | 0 – 1                                  | Vriendschappelijk                      | 0                                      |
| 8.                                     | 26 maart 2015                          | Iran – Chili                           | 2 – 0                                  | Vriendschappelijk                      | 0                                      |
| 9.                                     | 31 maart 2015                          | Zweden – Iran                          | 3 – 1                                  | Vriendschappelijk                      | 0                                      |
| 10.                                    | 11 juni 2015                           | Oezbekistan – Iran                     | 0 – 1                                  | Vriendschappelijk                      | 0                                      |
| 11.                                    | 16 juni 2015                           | Turkmenistan – Iran                    | 1 – 1                                  | Kwalificatie WK 2018                   | 0                                      |
| 12.                                    | 3 september 2015                       | Iran – Guam                            | 6 – 0                                  | Kwalificatie WK 2018                   | 0                                      |
| 13.                                    | 8 september 2015                       | India – Iran                           | 0 – 3                                  | Kwalificatie WK 2018                   | 0                                      |
| 14.                                    | 8 oktober 2015                         | Oman – Iran                            | 1 – 1                                  | Kwalificatie WK 2018                   | 0                                      |
| 15.                                    | 13 oktober 2015                        | Iran – Japan                           | 1 – 1                                  | Vriendschappelijk                      | 0                                      |
| 16.                                    | 12 november 2015                       | Iran – Turkmenistan                    | 3 – 1                                  | Kwalificatie WK 2018                   | 0                                      |
| 17.                                    | 24 maart 2016                          | Iran – India                           | 4 – 0                                  | Kwalificatie WK 2018                   | 0                                      |
| 18.                                    | 29 maart 2016                          | Iran – Oman                            | 2 – 0                                  | Kwalificatie WK 2018                   | 0                                      |

## Statistieken
| Seizoen         | Club            |                 | Competitie      | Competitie | Competitie | Beker | Beker | Internationaal | Internationaal | Totaal | Totaal |
| Seizoen         | Club            | Wed.            | Competitie      | Dlp.       | Wed.       | Dlp.  | Wed.  | Dlp.           | Wed.           | Dlp.   |        |
| --------------- | --------------- | --------------- | --------------- | ---------- | ---------- | ----- | ----- | -------------- | -------------- | ------ | ------ |
| 2009/10         | Shahrdari FC    | Vlag van Iran   | Azadegan League | 26         | 6          | 0     | 0     | –              | –              | 26     | 6      |
| Club totaal     | Club totaal     | Club totaal     | Club totaal     | 26         | 6          | 0     | 0     | 0              | 0              | 26     | 6      |
| 2010/11         | Sepahan FC      | Vlag van Iran   | Iran Pro League | 26         | 0          | 4     | 1     | 9              | 1              | 39     | 2      |
| 2011/12         | Sepahan FC      | Vlag van Iran   | Iran Pro League | 32         | 6          | 1     | 1     | 7              | 0              | 40     | 7      |
| 2012/13         | Sepahan FC      | Vlag van Iran   | Iran Pro League | 32         | 8          | 4     | 0     | 8              | 1              | 44     | 9      |
| 2013/14         | Sepahan FC      | Vlag van Iran   | Iran Pro League | 28         | 4          | 0     | 0     | 6              | 0              | 34     | 4      |
| Club totaal     | Club totaal     | Club totaal     | Club totaal     | 118        | 18         | 9     | 2     | 30             | 2              | 157    | 22     |
| 2014/15         | Esteghlal FC    | Vlag van Iran   | Iran Pro League | 28         | 9          | 3     | 0     | 0              | 0              | 31     | 9      |
| 2015/16         | Esteghlal FC    | Vlag van Iran   | Iran Pro League | 24         | 8          | 0     | 0     | 0              | 0              | 24     | 8      |
| Club totaal     | Club totaal     | Club totaal     | Club totaal     | 52         | 17         | 3     | 0     | 0              | 0              | 54     | 17     |
| Carrière totaal | Carrière totaal | Carrière totaal | Carrière totaal | 196        | 41         | 12    | 2     | 30             | 2              | 238    | 45     |

Bijgewerkt op 26 april 2016.

## Erelijst
Sepahan FC
- Hazfi Cup

2012/13
- Landskampioen

2010/11, 2011/12
 Esteghlal FC
- Hazfi Cup

2017/18
1 Beiranvand ·
2 Torabi ·
3 Hajsafi ·
4 Cheshmi ·
5 Mohammadi ·
6 Ezatolahi ·
7 Shojaei  ·
8 Pouraliganji ·
9 Ebrahimi ·
10 Ansarifard ·
11 Amiri ·
12 Mazaheri ·
13 Khanzadeh ·
14 Ghoddos ·
15 Montazeri ·
16 Ghoochannejhad ·
17 Taremi ·
18 Jahanbakhsh ·
19 Hosseini ·
20 Azmoun ·
21 Dejagah ·
22 Abedzadeh ·
23 Rezaeian ·
Coach: Queiroz